# دست‌سانی (فیزیک)
پدیدهٔ دست سانی،(به انگلیسی: chirality) پدیده عدم تطابق با تصویر آینه‌ای است (مقاله دست سانی در ریاضیات را ببینید) .اسپین یک ذره می‌تواند برای تعریف دستوارگی (به انگلیسی: handedness) یا مارپیچگی (به انگلیسی: helicity) آن ذره بکار رود و در موردی که ذره بدون جرم باشد، مشابه دست سانی است. تبدیل تقارن بین دو ذره، پاریته نامیده می‌شود. تغییرناپذیری یک فرمیون دیراک تحت پاریته،تقارن دست سان نامیده می‌شود.
یک آزمایش از واپاشی ضعیف هسته کبالت-۶۰ که توسط چین شیئونگ-وو و همکارانش در سال ۱۹۵۷ انجام شد، نشان داد که پاریته یک تقارن در جهان نیست.

## دست سانی و مارپیچگی
مارپیچگی یک ذره، راستگرد است اگر راستای اسپین مشابه راستای حرکت باشد و چپگرد است اگر راستای اسپین و جهت حرکت مخالف هم باشند. طبق قرارداد دوران، یک ساعت استاندارد، که بردار اسپینش (وقتی که صفحه ساعت رو به جلو است) با چرخش عقربه‌ها تعریف می‌شود، مارپیچگی چپ- دست دارد. از نگاه ریاضیات، مارپیچگی در واقع علامت تصویر بردار اسپین در راستای بردار تکانه است: حالت چپ، در راستای منفی و حالت راست، در راستای مثبت است.
دست سانی یک ذره، مفهومی انتزاعی تر است و این‌گونه تعیین می‌شود که آیا ذره به یک نمایش چپ دست یا راست دست درگروه پوانکاره تبدیل می‌شود. (هر چند، برخی نمایش‌ها، مانند اسپینورهای دیراک، هر دو مؤلفه راست دست و چپ دست را دارا هستند؛ در موارد این چنینی، می‌توانیم عملگرهای تصویر را تعریف کنیم که هم مؤلفه راست و هم مؤلفه چپ را تصویر کنند و هم سهم چپ دستی و راست دستی را ارائه دهند.
دست سانی در ذرات بدون جرم- مانند فوتون، گلوئون، (و به‌طور فرضی) گراویتون- همانند مارپیچگی است؛ یعنی یک ذره بدون جرم، صرف نظر از دیدگاه ناظر، از دیدگاه اسپین در راستای محور حرکت دیده می‌شود.
دست سانی در ذرات دارای جرم- همچون الکترون‌ها، کوارک‌ها و نوترینو ها- متمایز از مارپیچگی است. در مورد این‌گونه ذرات، ناظر ممکن است به دستگاه مرجعی برود که از ذره در حال چرخش، سبقت می‌گیرد. در این حالت به می‌رسد که ذره به سمت عقب حرکت می‌کند و مارپیچگی آن (که ممکن است «دست سانی ظاهری» به نظر برسد) معکوس خواهد شد.
یک ذره بدون جرم، با سرعت نور حرکت می‌کند؛ لذا یک ناظر واقعی (که همواره باید با سرعتی کمتر از سرعت نور حرکت کند) نمی‌تواند در هیچ دستگاه مرجعی که ذره در راستای عکس جهت نسبی اش به نظر می‌رسد، قرار داشته باشد، بدین معنا که تمامی ناظران واقعی، دست سانی یکسانی را مشاهده می‌کنند؛ بنابراین، جهت اسپین ذرات بدون جرم، مستقل از تبدیلات لورنتس (تغییر زاویه دید) در راستای حرکت ذره می‌باشد و علامت تصویر (مارپیچگی) برای تمام دستگاه‌های مرجع ثابت است: مارپیچگی، یک ثابت نسبیتی است.

با کشف نوسان نوترینو، که نشان از جرم دار بودن نوترینو دارد، تنها ذره بدون جرم مشاهد شده، فوتون می‌باشد. همچنان انتظار می‌رود که گلوئون نیر بدون جرم باشد، گرچه حدس بی جرم بودن آن هنوز به درستی امتحان نشده‌است؛ لذا این دو ذره، تنها ذرات شناخته شده تا به حال هستند که مارپیچگی و دست سانی آن‌ها ممکن است با هم یکسان باشد؛ و تنها یک ذره (فوتون) است که این مورد با آزمایش برایش به اثبات رسیده‌است. تمامی دیگر ذرات مشاهده شده دارای جرمند، لذا می‌توانند در دستگاه‌های مرجع مختلف، مارپیچگی‌های متفاوتی داشته باشند. هنوز این امکان وجود دارد که ذراتی که تاکنون مشاهده نشده‌اند، مانند گراویتون، بدون جرم باشند، پس مثل فوتون از مارپیچگی ثابتی برخوردارند.

## نظریات دست سانی
تنها فرمیون‌های چپ دست هستند که با یکدیگر برهمکنش ضعیف دارند. در بیشتر موقعیت‌ها، دو فرمیون چپ دست بسیار قوی تر از دو فرمیون راست دست یا فرمیون‌های متضاد، با یکدیگر برهم کنش می‌کنند که نشان از ترجیح جهان به دست سانی چپ-گونه است و تقارن دیگر نیروهای طبیعت را نقض می‌کند.
دست سانی یک فرمیون دیراک Ψ به وسیلهٔ عملگر γ۵ و ویژه مقادیر ±۱ تعریف می‌شود. هر میدان دیراک می‌تواند با اعمال عملگر تصویر 
 یا 
 بر Ψ، به دو مؤلفه راست دست یا چپ دست تصویر شود. جفت شدگی برهم کنش ضعیف و فرمیون‌ها، متناسب با عملگر تصویری است که مسئول نقض تقارن پاریته اش است.
یکی از عمده دلایل سردرگمی، به‌دلیل تلفیق عملگر تصویر و عملگر مارپیچگی است. از آنجا که مارپیچگی ذرات دارای جرم وابسته به انتخاب دستگاه مرجع است، ممکن است این‌گونه به نظر رسد که این ذرات بر اساس تنها یکی از دستگاه‌های مرجع، با نیروی ضعیف برهم کنش خواهند کرد، نه بر اساس دستگاهی دیگر. رفع این تناقض در آنجاست که تنها برای ذرات بدون جرم، عملگر دست سانی و عملگر مارپیچگی با هم برابرند و علت آن نیز، عدم وابستگی مارپیچگی این‌گونه ذرات به انتخاب دستگاه است. اما برای ذرات دارای جرم، دست سانی و مارپیچگی مشابه یکدیگر نیستند، پس در برهم کنش ضعیف هیچ وابستگی ای به مرجع وجود ندارد: ذره‌ای که با نیروی ضعیف برهم کنش می‌کند، در هر دستگاهی چنین است.
یک نظریه دست سان، نظریه‌ای است که در میان دست سانی‌ها، نامتقارن باشد. حال آنکه یک نظریه غیر دست سان (مثلآ تقارن پاریته) گاهی نظریه برداری نامیده می‌شود. بیشتر بخش‌های مدل استاندارد فیزیک، غیر دست سان هستند که ممکن است به دلیل مشکلات ناشی از لغو آنومالی(به انگلیسی: anomaly cancellation) در نظریات دست سانی باشد. کرومودینامیک کوانتومی (به انگلیسی: کرومودینامیک کوانتومی) مثالی از یک نظریه برداری است. چرا که دست سانی‌های همه کوارک‌ها در این نظریه ظاهر می‌شود و به طریق یکسانی هم با یکدیگر جفت می‌شوند.
نظریه برهمکنش الکتروضعیف که در سال‌های میانی قرن بیستم گسترش یافت، مثالی از یک نظریه دست سان است. در ابتدا فرض می‌شد که نوترینوها ذرات بدون جرمی هستند و تنها نوترینوهای چپ دست (علاوه بر مکمل‌هایشان: آنتی نوترینوهای راست دست) وجود دارند. پس از مشاهده نوسانات نوترینو، که نشان از جرم دار بودن نوترینوها (همانند دیگر فرمیون‌ها) داشت، نظریه‌های تصحیح شده برهمکنش الکتروضعیف، اکنون شامل هم نوترینوهای راست دست و هم نوترینوهای چپ دست می‌شوند. در هر حال، نظریه برهمکنش الکتروضعیف همچنان یک نظریه دست سان است و در توافق با تقارن پاریته نیست.
دربارهٔ طبیعت دقیق نوترینو هنوز تردیدهایی وجود دارد؛ بنابراین نظریات برهمکنش الکتروضعیف که قبلاً مطرح شده بودند، متفاوت هستند. اما بیشترشان با دست سانی نوترینوها به شکلی که تاکنون برای دیگر فرمیون‌ها انجام شده، در توافقند.

## تقارن دست سان
نظریه‌های پیمانه‌ای برداری با میدان‌های فرمیون دیراک بدون جرمψ، تقارن دست سان از خود نشان می‌دهند. بدین معنا که چرخش راستگرد و چپگرد مؤلفه‌ها به‌طور جداگانه، تفاوتی در نظریه ایجاد نمی‌کند. عمل چرخش ر روی میدان‌ها را می‌توان به صورت زیر نوشت:

یا
با N ذره بنیادی، می‌توان چرخش واحدی به شکل زیر داشت: SU(N)L×SU(N)R
به‌طور کلی تر، حالت‌های راست دست و چپ دست را می‌توان به عنوان یک عملگر تصویر اثرکننده بر یک اسپینور نوشت:
و
فرمیون‌های دارای جرم، تقارن دست سان از خود نشان نمی‌دهند. عقیده بر آن است که جمله حاوی جرم در لاگرانژین،  به وضوح تقارن دست سانی را می‌شکند. ''شکست خود به خودی تقارن دست سانی'' نیز ممکن است در برخی نظریات، مخصوصاً در کرومودینامیک کوانتومی، رخ دهد.